# Distrito electoral de Golconda n.º 3
Golconda No. 3 (en inglés: Golconda No. 3 Precinct) es un distrito electoral ubicado en el condado de Pope en el estado estadounidense de Illinois. En el Censo de 2010 tenía una población de 668 habitantes y una densidad poblacional de 511,74 personas por km².

## Geografía
Según la Oficina del Censo de los Estados Unidos, tiene una superficie total de 1.31 km², de la cual 1.27 km² corresponden a tierra firme y (2.58%) 0.03 km² es agua.

## Demografía
Según el censo de 2010, había 668 personas residiendo. La densidad de población era de 511,74 hab./km². De los 668 habitantes, estaba compuesto por el 96.56% blancos, el 1.65% eran afroamericanos, el 1.05% eran amerindios, el 0.3% eran asiáticos, el 0% eran isleños del Pacífico, el 0.3% eran de otras razas y el 0.15% pertenecían a dos o más razas. Del total de la población el 0.75% eran hispanos o latinos de cualquier raza.